# Pycnarrhena
Pycnarrhena es un género con 29 especies de plantas de flores perteneciente a la familia Menispermaceae. Nativo del sur y sudeste de Asia hasta  Australia.

## Especies seleccionadas
| - Pycnarrhena australiana - Pycnarrhena balabacensis - Pycnarrhena batanensis - Pycnarrhena borneensis - Pycnarrhena calocarpa - Pycnarrhena castanopsisifolia - Pycnarrhena cauliflora - Pycnarrhena celebica - Pycnarrhena elliptica - Pycnarrhena fasciculata - Pycnarrhena grandis - Pycnarrhena insignis - Pycnarrhena longifolia - Pycnarrhena lucida - Pycnarrhena macrocarpa | - Pycnarrhena manillensis - Pycnarrhena mecistophylla - Pycnarrhena membranifolia - Pycnarrhena merrillii - Pycnarrhena montana - Pycnarrhena novoguineensis - Pycnarrhena ozantha - Pycnarrhena papuana - Pycnarrhena planiflora - Pycnarrhena planifolius - Pycnarrhena pleniflora - Pycnarrhena poilanei - Pycnarrhena sayeri - Pycnarrhena tumefacta |